# Filip Krovinović
Filip Krovinović (Zagreb, 29 de agosto de 1995) es un futbolista croata que juega como centrocampista en el H. N. K. Hajduk Split de la Primera Liga de Croacia.

## Clubes
| Club                                | País       | Año       |
| ----------------------------------- | ---------- | --------- |
| N. K. Zagreb                        | Croacia    | 2012-2015 |
| Rio Ave F. C.                       | Portugal   | 2015-2017 |
| S. L. Benfica                       | Portugal   | 2017-2021 |
| West Bromwich Albion F. C. (cedido) | Inglaterra | 2019-2020 |
| West Bromwich Albion F. C. (cedido) | Inglaterra | 2020-2021 |
| Nottingham Forest F. C. (cedido)    | Inglaterra | 2021      |
| H. N. K. Hajduk Split               | Croacia    | 2021-     |

## Palmarés

### Títulos nacionales
| Título          | Club                  | País     | Año  |
| --------------- | --------------------- | -------- | ---- |
| Primeira Liga   | S. L. Benfica         | Portugal | 2019 |
| Copa de Croacia | H. N. K. Hajduk Split | Croacia  | 2022 |
| Copa de Croacia | H. N. K. Hajduk Split | Croacia  | 2023 |